# 11212 Tebbutt
11212 Tebbutt este un asteroid din centura principală de asteroizi.

## Descriere
11212 Tebbutt este un asteroid din centura principală de asteroizi. A fost descoperit pe 18 aprilie 1999 la Woomera de Frank B. Zoltowski. El prezintă o orbită caracterizată de o semiaxă mare de 2,28 ua, o excentricitate de 0,13 și o înclinație de 3,1° în raport cu ecliptica.